# Saran (vlákno)
Saran je obchodní značka syntetického vlákna firmy Asahi-Kasei. 
Plastické hmoty s touto značkou jsou známé od roku 1933, s  komerční výrobou textilních vláken začala firma Dow Chemical v roce 1940.

## Způsob výroby
Saran je kopolymer s obsahem nejméně 80 % vinylidenchloridu. Vyrábí se zvlákňováním z taveniny jako monofil (440–340 dtex), multifilament (jednotl. vlákna (33–130 dtex)  a stříž (32–150 mm, ø 0,04–0,58 mm).

## Vlastnosti saranu
Pevnost 1,3–2,0 cN/dtex, tažnost 20–40 %, spec. hmotnost 1,7 g/cm3, bod tavení 160 °C.
Vlákno je nehořlavé, odolné proti většině chemikálií, slunečnímu záření a povětrnostním vlivům.

## Použití
Tkaniny a netkané textilie na geotextilie a izolace, ochranu proti slunečnímu záření a jako nehořlavé textilie, umělý trávník aj.